# 1. Klasse Danzig-Westpreußen 1942/43
Die 1. Klasse Danzig-Westpreußen 1942/43 war die dritte Spielzeit der zweitklassigen 1. Klasse Danzig-Westpreußen im Fußballgau Danzig-Westpreußen. Im September 1942 wurde der Gau in mehrere Kreise eingeteilt, für den Fußballbetrieb wurden die Kreise zu sieben Kreisgruppen zusammengefasst. Die Sieger dieser Kreisgruppen qualifizierten sich für die Aufstiegsrunde zur Gauliga Danzig-Westpreußen 1943/44, in der sich der Danziger SC und die Post-SG Gotenhafen durchsetzen konnten.

## Kreisgruppe Bromberg/Thorn
Der WSV Bromberg verzichtete auf die Teilnahme an der Aufstiegsrunde, für ihn rückte die Zweitplatzierte Reichsbahn SG Bromberg nach.
| Pl. | Verein                 | Sp. | S | U | N | Tore    | Quote | Punkte |
| --- | ---------------------- | --- | - | - | - | ------- | ----- | ------ |
| 1.  | WSV Bromberg (N)       | 5   | 4 | 1 | 0 | 021:900 | 2,33  | 09:10  |
| 2.  | Reichsbahn SG Bromberg | 4   | 3 | 1 | 0 | 015:600 | 2,50  | 07:10  |
| 3.  | SV Thorn II (N)        | 0   | 0 | 0 | 0 | 000:000 | 1,00  | 0:0    |
| 4.  | Reichsbahn SG Thorn    | 3   | 0 | 0 | 3 | 002:140 | 0,14  | 0:60   |
| 5.  | Post-SG Thorn          | 4   | 0 | 0 | 4 | 005:140 | 0,36  | 0:80   |

| (N) | Neuling |

## Kreisgruppe Danzig
| Pl. | Verein                                         | Sp. | S | U | N | Tore    | Quote | Punkte |
| --- | ---------------------------------------------- | --- | - | - | - | ------- | ----- | ------ |
| 1.  | TV Ohra                                        | 9   | 5 | 1 | 3 | 026:210 | 1,24  | 11:70  |
| 2.  | Danziger SC                                    | 9   | 5 | 0 | 4 | 022:250 | 0,88  | 10:80  |
| 3.  | LSV Danzig II (N)                              | 6   | 3 | 2 | 1 | 018:120 | 1,50  | 08:40  |
| 4.  | SG Neufahrwasser II                            | 3   | 1 | 1 | 1 | 007:600 | 1,17  | 03:30  |
| 5.  | WKG der BSG Ferdinand Schichau GmbH Danzig (N) | 4   | 1 | 0 | 3 | 008:130 | 0,62  | 02:60  |
| 6.  | RVgg Ostmark-Hansa Danzig                      | 5   | 1 | 0 | 4 | 009:130 | 0,69  | 02:80  |

## Kreisgruppe Dirschau/Konitz
Aus der Kreisgruppe Dirschau/Konitz ist aktuell nur der Meister Reichsbahn SG Preußisch Stargard, sowie die weiteren Teilnehmer Reichsbahn SG Dirschau und SG Konitz überliefert.

## Kreisgruppe Elbing
| Pl. | Verein                | Sp.           | S             | U             | N             | Tore          | Quote         | Punkte        |
| --- | --------------------- | ------------- | ------------- | ------------- | ------------- | ------------- | ------------- | ------------- |
| 1.  | Elbinger SV (A)       | 3             | 3             | 0             | 0             | 006:000       | ∞             | 06:0          |
| 2.  | VfR Hansa Elbing (A)  | 3             | 1             | 0             | 2             | 002:400       | 0,50          | 02:40         |
| 3.  | SV Viktoria Elbing II | 2             | 0             | 0             | 2             | 000:400       | 0,00          | 0:40          |
| 4.  | LSV Elbing            | zurückgezogen | zurückgezogen | zurückgezogen | zurückgezogen | zurückgezogen | zurückgezogen | zurückgezogen |

| (A) | Absteiger aus der Gauliga |

## Kreisgruppe Graudenz/Marienwerder
| Pl. | Verein                                   | Sp. | S | U | N | Tore    | Quote | Punkte |
| --- | ---------------------------------------- | --- | - | - | - | ------- | ----- | ------ |
| 1.  | SC Graudenz                              | 8   | 7 | 0 | 1 | 046:700 | 6,57  | 14:20  |
| 2.  | Reichsbahn SG Graudenz (N)               | 8   | 5 | 0 | 3 | 018:170 | 1,06  | 10:60  |
| 3.  | HSV Unteroffiziersschule Marienwerder II | 7   | 3 | 1 | 3 | 017:350 | 0,49  | 07:70  |
| 4.  | BSG Junker & Ruh Graudenz (N)            | 7   | 2 | 0 | 5 | 015:220 | 0,68  | 04:10  |
| 5.  | BSK Kriegsmarine Graudenz (N)            | 8   | 1 | 1 | 6 | 019:340 | 0,56  | 03:13  |

| (N) | Neuling |

## Kreisgruppe Marienburg
An der Kreisgruppe Marienburg sind die Teilnehmer SV Sandhof Marienburg, BSG Königsdorf, Reichsbahn SG Marienburg und Reichsbahn SG Marienburg II überliefert. Es nahm kein Vertreter aus dieser Kreisgruppe an der Aufstiegsrunde teil. Alle Vereine zogen sich nach der Spielzeit vom Spielbetrieb zurück.

## Kreisgruppe Zoppot/Gotenhafen
Aus der Kreisgruppe Zoppot/Gotenhafen sind nur wenige Ergebnisse überliefert, die Post-SG Gotenhafen nahm als Kreismeister an der Aufstiegsrunde teil. Folgende Mannschaften nahmen an der diesjährigen 1. Klasse teil:
- Post-SG Gotenhafen (Teilnehmer an der Aufstiegsrunde)
- Reichsbahn SG Gotenhafen
- TuSG 1882 Neustadt
- LSV Rahmel
- WKG der BSG TVA Gotenhafen
- VfL Karthaus
- BSG Flugzeugwerke Gotenhafen
- TuSV Rahmel